# The Sims 3: Po setmění
The Sims 3: Po setmění (anglicky The Sims 3: Late night) je třetí datadisk do simulátoru života The Sims 3. Datadisk je velice podobný datadiskům do předešlých sérií Sims, v The Sims to je datadisk The Sims: Hot Date a v The Sims 2 to je datadisk The Sims 2: Noční život. Nicméně obsahuje i nějaké prvky z datadisků The Sims: House Party a The Sims: Superstar z The Sims 1 a z The Sims 2 to je The Sims 2: Život v bytě.

## Sousedství
Do sousedství nově přibyly nové typy veřejných pozemků. Můžete zvolit mezi bary, nálevnami a diskotékami až po upíří kluby a exklusivní salonky. Některé stavby na ně musíte postavit klasickým způsobem (budovat tak, jako dům) a jiné musíte koupit v sekci budovy v režimu stavění (anglicky rabbitholes). Každý určitý typ pozemku má různou otevírací a zavírací dobu, některé mají dokonce Happy Hours. Nově můžete koupit na jakýkoliv pozemek metro. Tato budova vás může přenášet po celém městě, ale pouze na pozemky, na kterých je tato stavba také umístěna. Dále jako budovu můžete koupit mrakodrap. Tato budova vám poskytuje možnost bydlet v bytě. V různých klubech může hrát vámi založená kapela.

### Bridgeport
Nové sousedství v The Sims 3: Po setmění se jmenuje Bridgeport. Je založeno na reálných městech San Francisco a Los Angeles. V porovnání s městem Twinbrook, město ve druhém datadisku do The Sims 3, Povolání snů, je Bridgeport třikrát větší než Twinbrook. Bridgeport je metropole s mrakodrapy , obklopující z jedné strany moře a ze strany druhé kopce. Do moře se vlévá řeka a ta rozděluje město na dvě části. Jedna část je centrum města plné mrakodrapů, věžáků a bytových domů, parků, dále zde uvidíte nemocnici, policejní stanici, radnici, školu, knihovnu a další podobné stavby. Za městem stojí filmové studio. Z centra města vede most, který končí na druhé straně řeky, kde je druhá část města. Ta se pyšní zejména luxusními stavbami. Zde potkáte mnoho celebrit.

#### Easter Egg
Pokud se podíváte pořádně do okolí města, uvidíte město Twinbrook. V Twinbrooku uvidíte taky město – Bridgeport. Na různých diskuzích se vedli spory o to, co to je za město, nakonec po vydání Po Setmění se zjistilo, že to je skutečně Bridgeport.

## Vampirismus
Nově se simík může stát upírem. Dříve tato možnost byla v The Sims 2: Noční život a mohli jste potkat upíry i v The Sims: Makin' Magic. Upírem se můžete stát tak, že se spřátelíte s upírem a požádáte ho o kousnutí. Po určité době se stanete upírem, ubudou vám některé potřeby a naopak nové přibudou. Upír má místo hladu žízeň, musí být s někým v kontaktu, musí chodit na záchod, musí dodržovat hygienu, musí spát a musí se bavit. Žízeň upíři doplňují pomocí plazmových výrobků:
- Plazmové ovoce – dá se koupit v obchodě a vypěstovat na zahrádce (minimální zkušenost však musí být vyšší než 7), pro vegetariány jediná možnost obživy
- Plazmový balíček – dá se koupit v nemocnici
- Plazmový drink – získá se v upířích klubech a nebo se dá namíchat doma u baru
- Plazma – upír někoho kousne, ale musí se druhého simíka zeptat.

Upír nemůže přes den chodit na slunci. Může vyjít z domu pouze večer. Pokud už nechcete, aby byl simík upírem, ve vědeckém centru ho můžete proměnit zpět na Simíka. Vampirismus je dědičný.

## Kariéry
V datadisku je nová pouze jedna kariéra, a to kariéra v oblasti filmu. Jakmile dosáhnete levelu kariéry 5, můžete si vybrat, jestli bude simík slavným režisérem, nebo slavným hercem. Je to rychlý způsob toho, jak se stát rychle celebritou. Simík má možnost, tak jako tomu bylo například u kariéry doktora, plnit příležitostné úkoly, které mu pomohou s rychlým vzestupem. Platy se pohybují podle pozice v zaměstnání. Začínáte u platu 20§/h – 1803§/h (režisér) a 2310§/h (herec).

## Celebrita
Váš simík se může stát nově celebritou. Dříve to bylo možné pouze v The Sims: Superstar. Simík má nad jménem hvězdičky v počtu 1 – 5, z toho 5 znamená nejslavnější. Pokud chcete být celebritou, nemusíte nutně pracovat jako herec či režisér. Stačí vám k tomu pouze chodit pravidelně po barech, seznamovat se s celebritami, založit kapelu a hrát a časem se z vás může stát 5hvězdičková celebrita. Přibyla i nová NPC postava: paparazzi. Toho můžete znát z The Sims: Superstar. Paparazzi fotí vaše úkony a simík má podle toho náladu. Pokud bude mít například malou nehodu, tak nebude zrovna nadšený. Ovšem být celebritou má své výhody. Simíci se s vámi rychleji spřátelí, v místních knihkupectvích máte obrovské slevy na knížky, v barech dostáváte slevy na drinky a následně můžete do různých VIP sekcí, můžete navštěvovat exklusivní salonky, mohou si přivydělat tím, že potvrdí pozvání na nějakou párty a nebo se nechají nafotit, mohou dostávat dárky od svých fanoušků nebo nějakých firem, mohou dostat slevu v potravinách a mohou chodit zdarma do lázní. Celebritou zůstanete i po smrti simíka. O tom, jak se chováte se vedou statistiky. Tam máte například, kolikrát jste navštívili bary, kolik máte trapasů, rozdaných autogramů apod.

## Kapela
Simík může se svými přáteli založit nově také kapelu nebo se můžete stát DJ. Pokud budete mít různá vystoupení a koncerty, můžete se vy a celá kapela stát celebritami.

## Hudba
Do hry byly přidány následující soundtracky:
- Dr. Dre – "Under Pressure"
- 3OH!3 – "Double Vision"
- Bryan Rice – "There for You"
- Chiddy Bang – "Here We Go"
- Electrolightz – "Miss Outta Control"
- Eliza Doolittle – "Rollerblades"
- Foxy Shazam – "Unstoppable"
- Hadag Nahash – "Lo Maspik"
- Hadouken! – "M.A.D."
- Jessica Mauboy – "Saturday Night"
- Junkie XL – "Live Wired"
- Kelis – "Brave"
- Kelly Rowland – "Rose Colored Glasses"
- King Fantastic – "All Black Ying Yang (The Party Song)"
- My Chemical Romance – "Na Na Na (Na Na Na Na Na Na Na Na Na)"
- Nikki & Rich – "Next Best Thing"
- The Ready Set – "More Than Alive"
- Rise Against – "Savior"
- Soulja Boy – "Speakers Going Hammer"
- Travie McCoy – "Need You"